# Рат, Анриетта
Жанна Анриетта Рат, известная как Анриетта Рат (фр. Jeanne Henriette Rath; 12 мая 1773, Женева — 24 ноября 1856, там же) — швейцарская художница, миниатюристка и эмальер. Сестра российского военачальника Семёна (Симона) Радта. Основала, вместе с сестрой Жанной Франсуазой Рат, Музей Рат в Женеве.

## Биография и творчество
Жанна Анриетта Рат родилась в 1773 году в Женеве, в зажиточной семье Жана-Луи Рата, торговца часами. Она рано начала рисовать и в 1798 году отправилась в Париж, где поступила в обучение к художнику-портретисту Жану-Батисту Изабе.
Вернувшись в Женеву в 1799 году, Анриетта продолжила совершенствовать своё искусство. В Европе в это время царила мода на миниатюрные портреты, которые можно было носить с собой, и в Женеве художники-миниатюристы также пользовались спросом. Анриетта писала портреты гуашью и темперой и создавала портретные миниатюры в различных техниках. Она регулярно выставляла свои работы в Парижском салоне, а также в Женеве и Цюрихе. В 1813 году, благодаря близости её брата Симона к царскому двору, она написала в Берне портрет великой княгини Анны Фёдоровны. Объединившись с другими художницами Женевы, Анриетта Рат внесла предложение в местное Общество художников создать художественную школу для женщин, и в 1801 году стала почётным членом основанной Академии.
В 1819 году брат Анриетты умер, и она, вместе со своей сестрой Жанной Франсуазой, унаследовала его состояние. Брат распорядился, чтобы часть денег пошла на общественные нужды. В то время Общество художников искало помещение, где можно было бы разместить коллекции, и сёстры предложили свою помощь. В 1824 году они пожертвовали для этой цели 80 000 франков. Позднее, в 1826 году, они добавили 74 000 франков из собственных средств на строительство нового здания, что положило начало созданию будущего Музея Рат.
Сосредоточившись на меценатской деятельности, Анриетта Рат постепенно отошла от занятий искусством. Она умерла в Женеве в 1856 году. Некоторые её работы в настоящее время экспонируются в Женевском музее искусства и истории.